# Симоненко, Михаил Кондратьевич
Михаил Кондратьевич Симоненко (1915 — 1989) — украинский советский педагог, ректор Одесского государственного педагогического института имени К. Д. Ушинского.

## Биография
Михаил Кондратьевич Симоненко родился 23 мая 1915 года в с. Домашлин Черниговской губернии в крестьянской семье.
Участник Великой Отечественной войны. Воевал в составе частей Сталинградского, 3-го Украинского и 1-го Белорусского фронтов. Участвовал в обороне Сталинграда, освобождении Одессы, взятии Берлина.
В 1951 году окончил исторический факультет Одесского педагогического института им. К. Д. Ушинского. Работал на партийной работе, в частности, в 1958—1964 годах — заведующим отделом науки и культуры Одесского обкома Компартии Украины.
Кандидат экономических наук (1970 г.), доцент (1963 г.).
В 1964—1976 годах занимал должность ректора Одесского государственного педагогического института имени К. Д. Ушинского.
В дальнейшем работал доцентом кафедры политэкономии Одесского государственного университета имени. И. Мечникова.
Избирался председателем педагогического общества Одесской области и Одесского отделения Общества советско-венгерской дружбы.
Умер в 1989 году в г. Одесса.

## Научная деятельность
Как исследователь М. К. Симоненко изучал вопросы истории политических экономических теорий, истории педагогики и проблемы программированного обучения в общеобразовательной школе и педагогических учебных заведениях. Автор около 40 опубликованных работ.
Труды
- Симоненко М. К.  Критика Г. В. Плехановим ревізіонізму Бернштейна.// Праці Одеського державного університету. — 1958. — Т. 148. — С. 87 — 112

## Награды
- Ордена Красного Знамени, Трудового Красного Знамени, Отечественной войны II ст, Красной звезды.
- Медали «За отвагу» и другие.